# Premiul BAFTA pentru cel mai bun actor
Premiul BAFTA pentru cel mai bun actor într-un rol principal este unul dintre premiile acordate de către Academia Britanică de Film și Televiziune în onoarea celei mai bune interpretări masculine în cinematografie. Premiul se decernează anual din anul 1952.
Din 1952 până în 1967, au existat două categorii de premii pentru cel mai bun actor: Premiul Academiei Britanice de Film pentru cel mai bun actor britanic și Premiul Academiei Britanice de Film pentru cel mai bun actor străin. În 1969 aceste premii s-au unit pentru a forma unul singur: Premiul Academiei Britanice de Film pentru cel mai bun actor. Din 1995, această categorie a fost redenumită Premiul Academiei Britanice de Film pentru cel mai bun actor într-un rol principal.

## Câștigători și nominalizați
Din 1952 până în 1967 s-au acordat două premii la categoria cel mai bun actor: unul pentru Cel mai bun actor britanic și altul pentru Cel mai bun actor străin. În 1968, cele două premii au fost unificate într-o singură categorie. Titlul actual, cel de Cel mai bun actor în rol principal, este folosit din 1995.

### Anii 1950
| An   | Categorie                  | Portret actor | Câștigător                                                        | Nominalizați |
| ---- | -------------------------- | ------------- | ----------------------------------------------------------------- | --- |
| 1952 | Cel mai bun actor britanic |               | Ralph Richardson – The Sound Barrier John Ridgefield              | Jack Hawkins – Mandy - Dick Searle James Hayter – Documentele Clubului Pickwick - Samuel Pickwick Laurence Olivier – Carrie - George Hurstwood Nigel Patrick – The Sound Barrier - Tony Garthwaite Alastair Sim – Folly to Be Wise - căpitanul William Paris |
| 1952 | Cel mai bun actor străin   |               | Marlon Brando – Viva Zapata! Emiliano Zapata                      | Humphrey Bogart - Regina africană - Charlie Allnut Pierre Fresnay - Dieu a besoin des hommes - Thomas Gourvennec Francesco Golisano - Miracol în Milano - Totò Fredric March - Moartea unui comis-voiajor - Willy Loman |
| 1953 | Cel mai bun actor britanic |               | John Gielgud – Iulius Caesar Cassius                              | Jack Hawkins - The Cruel Sea - George Ericson Trevor Howard - The Heart of the Matter - Harry Scobie Duncan Macrae - The Kidnappers - Jim MacKenzie Kenneth More - Genevieve - Ambrose Claverhouse |
| 1953 | Cel mai bun actor străin   |               | Marlon Brando – Iulius Caesar Marc Antoniu                        | Eddie Albert - Vacanță la Roma - Irving Radovici Van Heflin - Shane - Joe Starrett Claude Laydu - Jurnalul unui preot de țară - preotul din Ambricourt Marcel Mouloudji - Nous sommes tous des assassins - René Le Guen Gregory Peck - Vacanță la Roma -Joe Bradley Spencer Tracy - Actrița - Clinton Jones |
| 1954 | Cel mai bun actor britanic |               | Kenneth More – Doctor în familie Richard Grimsdyke                | Maurice Denham - The Purple Plain - Blore Robert Donat - Lease of Life - Rev. William Thorne John Mills - Hobson's Choice - Will Mossop David Niven - Carrington V.C. - Charles "Copper" Carrington Donald Wolfit - Svengali - Svengali |
| 1954 | Cel mai bun actor străin   |               | Marlon Brando – Pe chei Terry Malloy                              | Neville Brand - Riot in Cell Block 11 - James V. Dunn José Ferrer - Revolta de pe Caine - Barney Greenwald Fredric March - Executive Suite - Loren Phineas Shaw James Stewart - Povestea lui Glenn Miller - Glenn Miller |
| 1955 | Cel mai bun actor britanic |               | Laurence Olivier – Richard al III-lea Richard, Duce de Gloucester | Alfie Bass - The Bespoke Overcoat - Fender Alec Guinness - Prizonierul - Cardinalul Jack Hawkins - Prizonierul - Interogatorul Kenneth More - Adânca mare albastră - Freddie Page Michael Redgrave - The Night My Number Came Up - Air Mshl. Hardie |
| 1955 | Cel mai bun actor străin   |               | Ernest Borgnine – Marty Marty Piletti                             | James Dean (postum) - La est de Eden - Cal Trask Jack Lemmon - Domnul Roberts - Frank Thurlowe Pulver Toshiro Mifune - Cei șapte samurai - Kikuchiyo Takashi Shimura - Cei șapte samurai - Kambei Shimada Frank Sinatra - Privește dincolo de tine - Alfred Boone |
| 1956 | Cel mai bun actor britanic |               | Peter Finch – A Town Like Alice Joe Harman                        | Jack Hawkins - The Long Arm - Tom Halliday Kenneth More - Reach for the Sky - Douglas Bader |
| 1956 | Cel mai bun actor străin   |               | François Périer – Gervaise Henri Coupeau                          | Gunnar Björnstrand - Surâsul unei nopți de vară - Fredik Egerman James Dean (postum) - Rebel fără cauză - Jim Stark Pierre Fresnay - Le Défroqué - Maurice Morand William Holden - Picnic - Hal Carter Karl Malden - Baby Doll - Archie Lee Meighan Frank Sinatra - Omul cu mâna de aur - Frankie Machine Spencer Tracy - Muntele - Zachary Teller |
| 1957 | Cel mai bun actor britanic |               | Alec Guinness – Podul de pe râul Kwai Nicholson                   | Peter Finch - Windom's Way - Alec Windom Trevor Howard - Manuela - James Prothero Laurence Olivier - Prințul și dansatoarea - Charles, Prinț Regent al Carpathia Michael Redgrave - Time Without Pity - David Graham |
| 1957 | Cel mai bun actor străin   |               | Henry Fonda – 12 oameni furioși juratul 8                         | Richard Basehart - Time Limit - Harry Cargill Pierre Brasseur - Porte des Lilas - Juju Tony Curtis - Gustul dulce al succesului - Sidney Falco Jean Gabin - La Traversé de Paris - Grandgil Robert Mitchum - Heaven Knows, Mr Allison - Allison Sidney Poitier - La marginea orașului - Tommy Tyler Ed Wynn - The Great Man - Paul Beaseley |
| 1958 | Cel mai bun actor britanic |               | Trevor Howard – The Key Chris Ford                                | Michael Craig - Sea of Sand - căpitanul Tim Cotton I. S. Johar - Harry Black- Bapu Laurence Harvey - Drumul spre înalta societate - Joe Lampton Anthony Quayle - Ice Cold in Alex - Captain van der Poel / Haupt. Otto Lutz Terry-Thomas - tom thumb - Ivan Donald Wolfit - Drumul spre înalta societate - Mr. Brown |
| 1958 | Cel mai bun actor străin   |               | Sidney Poitier – Lanțul Noah Cullen                               | Marlon Brando - Leii tineri - Christian Diestl Tony Curtis - Lanțul - John "Joker" Jackson Glenn Ford - The Sheepman - Jason Sweet Curd Jürgens - The Enemy Below - Kapt. von Stolberg Curd Jürgens - The Inn of the Sixth Happiness - căpitanul Lin Nan Charles Laughton - Martorul acuzării - Sir Wilfrid Robarts Paul Newman - Pisica pe acoperișul fierbinte - Brick Pollitt Victor Sjöström - Fragii salbatici - Prof. Isak Borg Spencer Tracy - Înfrângerea - Frank Skeffington |
| 1959 | Cel mai bun actor britanic |               | Peter Sellers – I'm All Right Jack Fred Kite                      | Stanley Baker - Yesterday's Enemy - căpitanul Langford Richard Burton - Privește înapoi cu mânie - Jimmy Porter Peter Finch - Povestea unei călugărițe - Dr. Fortunati Laurence Harvey - Expresso Bongo - Johnny Jackson Gordon Jackson - Yesterday's Enemy - Sgt. MacKenzie Laurence Olivier - The Devil's Disciple - John Burgoyne |
| 1959 | Cel mai bun actor străin   |               | Jack Lemmon – Unora le place jazz-ul Jerry / "Daphne"             | Zbigniew Cybulski - Cenușă și diamant - Maciek Chelmicki Jean Desailly - Maigret întinde o capcană - Marcel Maurin Jean Gabin - Maigret întinde o capcană - Jules Maigret Takashi Shimura - Ikiru - Kanji Watanabe James Stewart - Anatomia unei crime - Paul Biegler |

### Anii 1960
| An   | Categorie                  | Portret actor | Câștigător | Nominalizați |
| ---- | -------------------------- | ------------- | --- | --- |
| 1960 | Cel mai bun actor britanic |               | Peter Finch – Procesul lui Oscar Wilde Oscar Wilde                                                                   | Richard Attenborough - The Angry Silence - Tom Curtis Albert Finney - Sâmbătă seara, duminică dimineața - Arthur Seaton John Fraser - Procesul lui Oscar Wilde - Lord Alfred Douglas Alec Guinness - Tunes of Glory - Jock Sinclair John Mills - Tunes of Glory - Lt. Col. Basil Barrow Laurence Olivier - Cabotinul - Archie Rice                                                               |
| 1960 | Cel mai bun actor străin   |               | Jack Lemmon – Apartamentul C. C. Baxter                                                                              | George Hamilton - Crime and Punishment U.S.A. - Robert Cole Burt Lancaster - Elmer Gantry - Elmer Gantry Fredric March - Procesul maimuțelor - Matthew Harrison Brady Yves Montand - Let's Make Love - Jean-Marc Clement / Alexander Dumas Spencer Tracy - Procesul maimuțelor - Henry Drummond                                                                                                  |
| 1961 | Cel mai bun actor britanic |               | Peter Finch – No Love for Johnnie Johnnie Byrne                                                                      | Dirk Bogarde - Victim - Melville Farr |
| 1961 | Cel mai bun actor străin   |               | Paul Newman – The Hustler Eddie" Felson                                                                              | Montgomery Clift - Procesul de la Nuremberg - Rudolph Petersen Vladimir Ivashov - Balada unui soldat - Alioșa Skvortsov Maximilian Schell - Procesul de la Nuremberg - Hans Rolfe Alberto Sordi - The Best of Enemies - căpitanul Blasi Sidney Poitier - Struguri în soare - Walter Lee Younger Philippe Leroy - Le Trou - Manu Borelli                                                          |
| 1962 | Cel mai bun actor britanic |               | Peter O'Toole – Lawrence al Arabiei T. E. Lawrence                                                                   | Richard Attenborough - The Dock Brief - Herbert Fowle Alan Bates - A Kind of Loving - Victor 'Vic' Brown James Mason - Lolita - Humbert Humbert Laurence Olivier - Cazul profesorului Weir - Graham Weir Peter Sellers - Only Two Can Play - John Lewis |
| 1962 | Cel mai bun actor străin   |               | Burt Lancaster – Păsărarul din Alcatraz Robert Stroud                                                                | Jean-Paul Belmondo - Leon Morin, preotul - Léon Morin Kirk Douglas - Călărețul singuratic - John W. "Jack" Burns George Hamilton - Light in the Piazza - Fabrizio Naccarelli Charles Laughton - Advise and Consent - Seabright "Seeb" Cooley Anthony Quinn - Lawrence al Arabiei - Auda ibu Tayi Robert Ryan - Billy Budd - John Claggart Georges Wilson - Une aussi longue absence - Vagabondul |
| 1963 | Cel mai bun actor britanic |               | Dirk Bogarde – Servitorul Hugo Barrett                                                                               | Tom Courtenay - Billy minicnosul - William Terrence 'Billy' Fisher Albert Finney - Tom Jones - Tom Jones Hugh Griffith - Tom Jones - Squire Western Richard Harris - Viață sportivă - Frank Machin |
| 1963 | Cel mai bun actor străin   |               | Marcello Mastroianni – Divorț în stil italian Ferdinando Cefalù                                                      | Franco Citti - Accattone - Vittorio "Accattone" Cataldi Howard Da Silva - David și Lisa - Dr. Swinford Jack Lemmon - Zile cu vin si trandafiri - Joe Clay Paul Newman - Hud - Hud Bannon Gregory Peck - ...Să ucizi o pasăre cântătoare - Atticus Finch |
| 1964 | Cel mai bun actor britanic |               | Richard Attenborough – Guns at Batasi RSM Lauderdale – Ședință de spiritism într-o după-amiază ploioasă Billy Savage | Tom Courtenay - King & Country - Arthur Hamp Peter O'Toole - Becket - Regele Henric al II-lea al Angliei Peter Sellers - Dr. Strangelove - Lionel Mandrake / Merkin Muffley / Dr. Strangelove Peter Sellers - Pantera roz - inspectorul Jacques Clouseau |
| 1964 | Cel mai bun actor străin   |               | Marcello Mastroianni – Ieri, azi, mâine Carmine Sbaratti / Renzo / Augusto Rusconi                                   | Cary Grant - Șarada - Peter Joshua Sterling Hayden - Dr. Strangelove - BG Jack D. Ripper Sidney Poitier - Crinii câmpului - Homer Smith |
| 1965 | Cel mai bun actor britanic |               | Dirk Bogarde – Darling Robert Gold                                                                                   | Harry Andrews - The Hill - Wilson Michael Caine - The Ipcress File - Harry Palmer Rex Harrison - My Fair Lady - prof. Henry Higgins |
| 1965 | Cel mai bun actor străin   |               | Lee Marvin – Cat Ballou Kid Shelleen / Tim Strawn – The Killers Charlie Strom                                        | Jack Lemmon - Bunul meu vecin Sam - Sam Bissell Jack Lemmon - Cum să-ți ucizi soția? - Stanley Ford Anthony Quinn - Zorba grecul - Alexis Zorba Innokenti Smoktunovski - Hamlet - Prințul Hamlet Oskar Werner - Corabia nebunilor - dr. Wilhelm "Willi" Schumann |
| 1966 | Cel mai bun actor britanic |               | Richard Burton – Spionul care venea din frig Alec Leamas – Cine se teme de Virginia Woolf? George                    | Michael Caine - Alfie - Alfred "Alfie" Elkins Ralph Richardson - Doctor Jivago - Alexander "Sasha" Gromeko Ralph Richardson - Khartoum - William Ewart Gladstone Ralph Richardson - The Wrong Box - Joseph Finsbury David Warner - Morgan – A Suitable Case for Treatment - Morgan Delt |
| 1966 | Cel mai bun actor străin   |               | Rod Steiger – Muntele de pietate Sol Nazerman                                                                        | Jean-Paul Belmondo - Pierrot nebunul - Ferdinand Griffon / "Pierrot" Sidney Poitier - A Patch of Blue - Gordon Ralfe Oskar Werner - Spionul care venea din frig - Fiedler |
| 1967 | Cel mai bun actor britanic |               | Paul Scofield – Un om pentru eternitate Sir Thomas More                                                              | Dirk Bogarde - Accidentul - Stephen Dirk Bogarde - Our Mother's House - Charlie Hook Richard Burton - Îmblânzirea scorpiei - Petruchio James Mason - Afacere Mortală - Charles Dobbs |
| 1967 | Cel mai bun actor străin   |               | Rod Steiger – În arșița nopții șef de poliție Bill Gillespie                                                         | Warren Beatty - Bonnie și Clyde - Clyde Barrow Sidney Poitier - În arșița nopții - detectiv Virgil Tibbs Orson Welles - Campanadas a medianoche - Sir John Falstaff |
| 1968 | Cel mai bun actor          |               | Spencer Tracy – Ghici cine vine la cină Matt Drayton                                                                 | Trevor Howard - Atacul cavaleriei ușoare - Lord Cardigan Ron Moody - Oliver! - Fagin Nicol Williamson - The Bofors Gun - O'Rourke |
| 1969 | Cel mai bun actor          |               | Dustin Hoffman – John și Mary John – Cowboyul de la miezul nopții Enrico "Ratso" Rizzo                               | Alan Bates - Femei îndrăgostite - Rupert Birkin Walter Matthau - Hello, Dolly! - Horace Vandergelder Walter Matthau - Viața secretă a unei soții - Starul de cinema Nicol Williamson - Inadmissible Evidence - Bill Maitland |

### Anii 1970
| An   | Portret actor | Câștigător | Nominalizați |
| ---- | ------------- | --- | --- |
| 1970 |               | Robert Redford – Butch Cassidy and the Sundance Kid Sundance Kid – Schiorul David Chappellet – Willie Boy Christopher Cooper | Elliott Gould - MASH - Trapper John McIntyre Elliott Gould - Bob & Carol & Ted & Alice - Ted Henderson Paul Newman - Butch Cassidy and the Sundance Kid - Butch Cassidy George C. Scott - Patton - George S. Patton                                                          |
| 1971 |               | Peter Finch – Duminica însângerată dr. Daniel Hirsh                                                                          | Dirk Bogarde - Moarte la Veneția - Gustav von Aschenbach Albert Finney - Detectivul - Eddie Ginley Dustin Hoffman - Micul om mare - Jack Crabb |
| 1972 |               | Gene Hackman – Filiera Franceză Jimmy "Popeye" Doyle – Aventurile lui Poseidon reverentul Frank Scott                        | Marlon Brando - Nașul - Vito Corleone Marlon Brando - Vizitatorii nocturni - Peter Quint George C. Scott - Spitalul - dr. Herbert "Herb" Bock George C. Scott - In mintea unui detectiv - Justin Playfair Robert Shaw - Tânărul Winston - Lord Randolph Churchill            |
| 1973 |               | Walter Matthau – Charley Varrick – Pete 'n' Tillie Pete                                                                      | Marlon Brando - Ultimul tango la Paris - Paul Laurence Olivier - Provocări fatale - Andrew Wyke Donald Sutherland - Steelyard Blues - Jesse Veldini Donald Sutherland - Nu privi acum - John Baxter                                                                          |
| 1974 |               | Jack Nicholson – Chinatown J.J. "Jake" Gittes – Ultimul detaliu Billy "Badass" Buddusky                                      | Albert Finney - Crima din Orient Express - Hercule Poirot Gene Hackman - The Conversation - Harry Caul Al Pacino - Serpico - Frank Serpico |
| 1975 |               | Al Pacino – Nașul II Michael Corleone – După-amiază de câine Sonny Wortzik                                                   | Richard Dreyfuss - Jaws - Matt Hooper Gene Hackman - Filiera franceză II - Jimmy "Popeye" Doyle Gene Hackman - Pericol în noapte - Harry Moseby Dustin Hoffman - Lenny - Lenny Bruce                                                                                         |
| 1976 |               | Jack Nicholson – Zbor deasupra unui cuib de cuci R.P. McMurphy                                                               | Robert De Niro - Șoferul de taxi - Travis Bickle Dustin Hoffman - Toți oamenii președintelui - Carl Bernstein Dustin Hoffman - Maratonistul - Thomas "Babe" Levy Walter Matthau - Drumul spre victorie - Morris Buttermaker Walter Matthau - The Sunshine Boys - Willy Clark |
| 1977 |               | Peter Finch – Rețeaua Howard Beale                                                                                           | Woody Allen - Annie Hall - Alvy "Max" Singer William Holden - Rețeaua - Max Schumacher Sylvester Stallone - Rocky - Rocky Balboa |
| 1978 |               | Richard Dreyfuss – Adio dar rămân cu tine Elliot Garfield                                                                    | Peter Ustinov - Moarte pe Nil - Hercule Poirot Anthony Hopkins - Magic - Corky Withers / Fats (voce) Brad Davis - Expresul de la miezul nopții - Billy Hayes |
| 1979 |               | Jack Lemmon – Sindromul chinezesc Jack Godell                                                                                | Woody Allen - Manhattan - Isaac Davis Robert De Niro - Vânătorul de cerbi - Michael "Mike" Vronsky Martin Sheen - Apocalypse Now - căpitanul Benjamin L. Willard |

### Anii 1980
| An   | Portret actor                                              | Câștigător                                                 | Nominalizați |
| ---- | ---------------------------------------------------------- | ---------------------------------------------------------- | --- |
| 1980 |                                                            | John Hurt – Omul elefant John Merrick                      | Dustin Hoffman - Kramer vs. Kramer - Ted Kramer Roy Scheider - Tot acest jazz - Joe Gideon Peter Sellers - Un grădinar face carieră - Chance grădinarul                             |
| 1981 |                                                            | Burt Lancaster – Atlantic City Lou Pascal                  | Robert De Niro - Taurul furios - Jake LaMotta Bob Hoskins - Lunga zi de vineri - Harold Shand Jeremy Irons - Iubita locotenetului francez - Charles Henry Smithson / Mike           |
| 1982 |                                                            | Ben Kingsley – Gandhi Mahatma Gandhi                       | Warren Beatty - Roșii - John Reed Albert Finney - Un mariaj nefericit - George Dunlap Henry Fonda - Pe heleșteul auriu - Norman Thayer, Jr. Jack Lemmon - Dispărutul - Ed Horman    |
| 1983 |                                                            | Michael Caine – Meditațiile Ritei dr. Frank Bryant         | Michael Caine - The Honorary Consul - consulul Charley Fortnum Robert De Niro - The King of Comedy - Rupert Pupkin                                                                  |
| 1983 | Dustin Hoffman – Tootsie Michael Dorsey / Dorothy Michaels |                                                            | Michael Caine - The Honorary Consul - consulul Charley Fortnum Robert De Niro - The King of Comedy - Rupert Pupkin                                                                  |
| 1984 |                                                            | Haing S. Ngor – Câmpiile morții Dith Pran                  | Tom Courtenay - Garderobierul - Norman Albert Finney - Garderobierul - Sir Sam Waterston - Câmpiile morții - Sydney Schanberg                                                       |
| 1985 |                                                            | William Hurt – Sărutul femeii păianjen Luis Molina         | F. Murray Abraham - Amadeus - Antonio Salieri Harrison Ford - Martorul - John Book Victor Banerjee - Călătorie în India - dr. Aziz Ahmed                                            |
| 1986 |                                                            | Bob Hoskins – Mona Lisa George                             | Woody Allen - Hannah și surorile ei - Mickey Sachs Michael Caine - Hannah și surorile ei - Elliot Paul Hogan - Crocodile Dundee - Michael "Crocodile" Dundee                        |
| 1987 |                                                            | Sean Connery – Numele trandafirului William de Baskerville | Gérard Depardieu - Jean de Florette - Jean Cadoret / "Jean de Florette" Yves Montand - Jean de Florette - César Soubeyran / Le Papet Gary Oldman - Ciuliți-vă urechile! - Joe Orton |
| 1988 |                                                            | John Cleese – Un peștisor pe nume Wanda Archie Leach       | Michael Douglas - Atracție fatală - Dan Gallagher Kevin Kline - Un peștisor pe nume Wanda - Otto West Robin Williams - Bună dimineața, Vietnam - Adrian Cronauer                    |
| 1989 |                                                            | Daniel Day-Lewis – Piciorul meu stâng Christy Brown        | Kenneth Branagh - Henric al V-lea - Henric V Dustin Hoffman - Rain Man - Raymond Babbit Robin Williams - Cercul poeților dispăruți - John Keating                                   |

### Anii 1990
| An   | Portret actor | Câștigător                                                 | Nominalizați |
| ---- | ------------- | ---------------------------------------------------------- | --- |
| 1990 |               | Philippe Noiret – Cinema Paradiso Alfredo                  | Sean Connery - Vânătoarea lui Octombrie Roșu - căpitanul Marko Ramius Tom Cruise - Născut pe 4 iulie - Ron Kovic Robert De Niro - Băieți buni - Jimmy Conway                                                 |
| 1991 |               | Anthony Hopkins – Tăcerea mieilor dr. Hannibal Lecter      | Kevin Costner - Dansând cu lupii - lt. John J. Dunbar Gérard Depardieu - Cyrano de Bergerac - Cyrano de Bergerac Alan Rickman - Truly, Madly, Deeply - Jamie                                                 |
| 1992 |               | Robert Downey Jr. – Chaplin Charlie Chaplin                | Daniel Day-Lewis - Ultimul mohican - Nathaniel Poe Stephen Rea - The Crying Game - Fergus Tim Robbins - Jucătorul - Griffin Mill                                                                             |
| 1993 |               | Anthony Hopkins – Tărâmul umbrelor C. S. Lewis             | Daniel Day-Lewis - În numele tatălui - Gerry Conlon Anthony Hopkins - Rămășițele zilei - James Stevens Liam Neeson - Lista lui Schindler - Oskar Schindler                                                   |
| 1994 |               | Hugh Grant – Patru nunți și o înmormântare Charles         | Tom Hanks - Forrest Gump - Forrest Gump Terence Stamp - Priscilla, regina deșertului - Ralph / Bernadette Bassenger John Travolta - Pulp Fiction - Vincent Vega                                              |
| 1995 |               | Nigel Hawthorne – Nebunia regelui George George al III-lea | Nicolas Cage - Părăsind Las Vegas-ul - Ben Sanderson Jonathan Pryce - Carrington - Lytton Strachey Massimo Troisi (postum) - Poștașul - Mario Ruoppolo                                                       |
| 1996 |               | Geoffrey Rush – Shine David Helfgott                       | Ralph Fiennes - Pacientul englez - contele Laszlo de Almásy Ian McKellen - Richard al III-lea - Richard III Timothy Spall - Secrete și minciuni - Maurice Purley                                             |
| 1997 |               | Robert Carlyle – Gol pușcă Gaz Schofield                   | Billy Connolly - Mrs Brown - John Brown Kevin Spacey - L.A. Confidential - Jack Vincennes Ray Winstone - Nil by Mouth - Ray                                                                                  |
| 1998 |               | Roberto Benigni – Viața e frumoasă Guido                   | Michael Caine - Vânătorul de vedete - Ray Say Tom Hanks - Salvați soldatul Ryan - căpitanul John H. Miller Joseph Fiennes - Shakespeare îndrăgostit - William Shakespeare                                    |
| 1999 |               | Kevin Spacey – Frumusețe americană Lester Burnham          | Jim Broadbent - Topsy-Turvy - W. S. Gilbert Russell Crowe - Scandal în industria tutunului - Jeffrey Wigand Ralph Fiennes - Sfârșitul aventurii - Maurice Bendrax Om Puri - Orient în occident - George Khan |

### Anii 2000
| An   | Portret actor | Câștigător                                               | Nominalizați |
| ---- | ------------- | -------------------------------------------------------- | --- |
| 2000 |               | Jamie Bell – Billy Elliot                                | Russell Crowe - Gladiatorul - Maximus Decimus Meridius Michael Douglas - Wonder Boys - Grady Tripp Tom Hanks - Naufragiatul - Chuck Noland Geoffrey Rush - Marchizul de Sade - Marchizul de Sade                                                             |
| 2001 |               | Russell Crowe – O minte sclipitoare John Forbes Nash Jr. | Jim Broadbent - Iris - John Bayley Ian McKellen - Stăpânul Inelelor: Frăția Inelului - Gandalf Kevin Spacey - Știri de acasă - Quoyle Tom Wilkinson - În dormitor - Matt Fowler                                                                              |
| 2002 |               | Daniel Day-Lewis – Bandele din New York William Poole    | Adrien Brody - Pianistul - Władysław Szpilman Nicolas Cage - Hoțul de orhidee - Charlie și Donald Kaufman Michael Caine - Un american liniștit - Thomas Fowler Jack Nicholson - Despre Schmidt - Warren Schmidt                                              |
| 2003 |               | Bill Murray – Rătăciți printre cuvinte Bob Harris        | Benicio del Toro - 21 de grame - Jack Jordan Johnny Depp - Pirații din Caraibe: Blestemul Perlei Negre - căpitanul Jack Sparrow Jude Law - Cold Mountain - W. P. Inman Sean Penn - 21 de grame - Paul Rivers Sean Penn - Misterele Fluviului - Jimmy Markum  |
| 2004 |               | Jamie Foxx – Ray Ray Charles                             | Jim Carrey - Strălucirea eternă a minții neprihănite - Joel Barish Johnny Depp - În căutarea Tărâmului de Nicăieri - J. M. Barrie Leonardo DiCaprio - Aviatorul - Howard Hughes Gael García Bernal - Jurnal de călătorie - Ernesto "Che" Guevara             |
| 2005 |               | Philip Seymour Hoffman – Capote Truman Capote            | Ralph Fiennes - Prietenie absolută - Justin Quayle Heath Ledger - Brokeback Mountain - O iubire secretă - Ennis Del Mar Joaquin Phoenix - Walk the Line - Povestea lui Johnny Cash - Johnny Cash David Strathairn - Noapte bună și noroc! - Edward R. Murrow |
| 2006 |               | Forest Whitaker – Ultimul rege al Scoției Idi Amin       | Daniel Craig - Casino Royale - James Bond Leonardo DiCaprio - Cârtița - William "Billy" Costigan, Jr. Richard Griffiths - Băieții care fac istoria - Hector Peter O'Toole - Venus - Maurice Russell                                                          |
| 2007 |               | Daniel Day-Lewis – Va curge sânge Daniel Plainview       | George Clooney - Michael Clayton - Michael Clayton James McAvoy - Remușcare - Robbie Turner Viggo Mortensen - Lorzii crimei - Nikolai Luzhin Ulrich Mühe (postum) - Viețile altora - Gerd Wiesler                                                            |
| 2008 |               | Mickey Rourke – Luptătorul Randy "The Ram" Robinson      | Frank Langella - Frost/Nixon - Richard Nixon Dev Patel - Vagabondul milionar - Jamal Malik Sean Penn - Milk - Harvey Milk Brad Pitt - Strania poveste a lui Benjamin Button - Benjamin Button                                                                |
| 2009 |               | Colin Firth – Un om singur George Falconer               | Jeff Bridges - Inimă nebună - Otis "Bad" Blake George Clooney - Sus în aer - Ryan Bingham Jeremy Renner - Misiuni periculoase - William James Andy Serkis - Sex & Drugs & Rock & Roll - Ian Dury                                                             |

### Anii 2010
| An   | Portret actor | Câștigător                                                          | Nominalizați |
| ---- | ------------- | ------------------------------------------------------------------- | --- |
| 2010 |               | Colin Firth – Discursul Regelui Regele George VI                    | Javier Bardem - Biutiful - Uxbal Jeff Bridges - Adevăratul curaj - Reuben "Rooster" Cogburn Jesse Eisenberg - Rețeaua de socializare - Mark Zuckerberg James Franco - 127 de ore - Aron Ralston                                                                                |
| 2011 |               | Jean Dujardin – Artistul George Valentin                            | George Clooney - Descendenții - Matthew "Matt" King Michael Fassbender - Shame - Brandon Sullivan Gary Oldman - Un spion care știa prea multe - George Smiley Brad Pitt - Moneyball: Arta de a învinge - Billy Beane                                                           |
| 2012 |               | Daniel Day-Lewis – Lincoln Abraham Lincoln                          | Ben Affleck - Argo - Tony Mendez Bradley Cooper - Scenariu pentru happy-end - Patrick "Pat" Solitano, Jr. Hugh Jackman - Mizerabilii - Jean Valjean Joaquin Phoenix - The Master - Freddie Quell                                                                               |
| 2013 |               | Chiwetel Ejiofor – 12 ani de sclavie Solomon Northup                | Christian Bale - Țeapă în stil american - Irving Rosenfeld Bruce Dern - Nebraska - Woody Grant Leonardo DiCaprio - Lupul de pe Wall Street - Jordan Belfort Tom Hanks - Căpitanul Phillips - căpitanul Richard Phillips                                                        |
| 2014 |               | Eddie Redmayne – Teoria întregului Stephen Hawking                  | Benedict Cumberbatch - The Imitation Game. Jocul codurilor - Alan Turing Ralph Fiennes - Hotel Grand Budapest - Monsieur Gustave H. Jake Gyllenhaal - Prădător de noapte - Louis "Lou" Bloom Michael Keaton - Omul Pasăre sau Virtutea nesperată a ignoranței - Riggan Thomson |
| 2015 |               | Leonardo DiCaprio – The Revenant: Legenda lui Hugh Glass Hugh Glass | Bryan Cranston - Trumbo - Dalton Trumbo Matt Damon - Marțianul - Mark Watney Michael Fassbender - Steve Jobs - Steve Jobs Eddie Redmayne - Daneza - Lili Elbe / Einar Wegener                                                                                                  |
| 2016 |               | Casey Affleck – Manchester by the Sea Lee Chandler                  | Andrew Garfield - Fără armă în linia întâi - Desmond T. Doss Ryan Gosling - La La Land - Sebastian Wilder Jake Gyllenhaal - Animale de noapte - Edward Sheffield / Tony Hastings Viggo Mortensen - Căpitanul Fantastic - Ben Cash                                              |
| 2017 |               | Gary Oldman – Darkest Hour. Ziua decisivă Winston Churchill         | Jamie Bell - Film Stars Don't Die in Liverpool - Peter Turner Timothée Chalamet - Strigă-mă pe numele tău - Elio Perlman Daniel Day-Lewis - Firul fantomă - Reynolds Woodcock Daniel Kaluuya - Fugi! - Chris Washington                                                        |
| 2018 |               | Rami Malek – Bohemian Rhapsody Freddie Mercury                      | Christian Bale - Vice - Dick Cheney Steve Coogan - Stan & Ollie - Stan Laurel Bradley Cooper - A Star Is Born - Jackson Maine Viggo Mortensen - Green Book - Frank "Tony Lip" Vallelonga                                                                                       |
| 2019 |               | Joaquin Phoenix – Joker Arthur Fleck / Joker                        | Leonardo DiCaprio - Once Upon a Time in Hollywood - Rick Dalton Adam Driver - Marriage Story - Charlie Barber Taron Egerton - Rocketman - Elton John Jonathan Pryce - The Two Popes - Cardinalul Jorge Mario Bergoglio                                                         |

### Anii 2020
| An    | Portret actor | Câștigător                                         | Nominalizați |
| ----- | ------------- | -------------------------------------------------- | --- |
| 2020  |               | Anthony Hopkins – Tatăl Anthony                    | Riz Ahmed - Sound of Metal - Ruben Stone Chadwick Boseman (postum) - Ma Rainey's Black Bottom - Levee Green Adarsh Gourav - Tigrul alb - Balram Halwai Mads Mikkelsen - Încă un rând - Martin Tahar Rahim - Mauritanul - Mohamedou Ould Salahi                                                        |
| 2021  |               | Will Smith – Regele Richard Richard Williams       | Adeel Akhtar - Ali & Ava - Ali Mahershala Ali - Swan Song - Cameron Turner Benedict Cumberbatch - În ghearele câinilor - Phil Burbank Leonardo DiCaprio - Nu priviți în sus - Dr. Randall Mindy Stephen Graham - Punctul de fierbere - Andy Jones                                                     |
| 2022  |               | Austin Butler – Elvis Elvis Presley                | Colin Farrell - Spiritele din Inisherin - Pádraic Súilleabháin Brendan Fraser - The Whale - Charlie Daryl McCormack - Multă baftă, Leo Grande! - Leo Grande / Connor Paul Mescal - Aftersun: A fost odată ca o vară - Calum Paterson Bill Nighy - Living - Mr. Williams                               |
| 2023  |               | Cillian Murphy – Oppenheimer J. Robert Oppenheimer | Bradley Cooper – Maestro – Leonard Bernstein Colman Domingo – Rustin – Bayard Rustin Paul Giamatti – The Holdovers – Paul Hunham Barry Keoghan – Saltburn – Oliver Quick Teo Yoo – Din alte vieți – Hae Sung                                                                                          |
| 2024) |               | Adrien Brody – Brutalistul László Tóth             | Timothée Chalamet – Bob Dylan: A Complete Unknown – Bob Dylan Colman Domingo – Sing Sing – John „Divine G” Whitfield Ralph Fiennes – Conclav – Thomas Cardinal Lawrence Hugh Grant – Eretic: Labirintul morții – Mr. Reed Sebastian Stan – The Apprentice: Povestea originii lui Trump – Donald Trump |

## Multiple nominalizări
| 7 nominalizări - Michael Caine - Daniel Day-Lewis - Peter Finch - Dustin Hoffman - Jack Lemmon - Laurence Olivier 6 nominalizări - Marlon Brando - Leonardo DiCaprio - Albert Finney - Sidney Poitier 5 nominalizări - Dirk Bogarde - Robert De Niro - Ralph Fiennes - Anthony Hopkins - Spencer Tracy 4 nominalizări - Tom Hanks - Jack Hawkins - Trevor Howard - Kenneth More - Paul Newman - Peter Sellers 3 nominalizări - Woody Allen - Richard Attenborough - Richard Burton - George Clooney - Bradley Cooper - Tom Courtenay - Russell Crowe - Alec Guinness - Gene Hackman - Burt Lancaster - Fredric March - Walter Matthau - Viggo Mortensen - Jack Nicholson - Gary Oldman - Sean Penn - Joaquin Phoenix - Kevin Spacey | 2 nominalizări - Christian Bale - Alan Bates - Warren Beatty - Jamie Bell - Jean-Paul Belmondo - Jeff Bridges - Jim Broadbent - Adrien Brody - Nicolas Cage - Timothée Chalamet - Sean Connery - Benedict Cumberbatch - Tony Curtis - James Dean - Gérard Depardieu - Johnny Depp - Colman Domingo - Michael Douglas - Richard Dreyfuss - Michael Fassbender - Colin Firth - Henry Fonda - Pierre Fresnay - Jake Gyllenhaal - Jean Gabin - John Gielgud - Hugh Grant - George Hamilton - Laurence Harvey - William Holden - Bob Hoskins - Charles Laughton - Ian McKellen - John Mills - Yves Montand - James Mason - Marcello Mastroianni - Viggo Mortensen - Al Pacino - Gregory Peck - Brad Pitt - Jonathan Pryce - Anthony Quinn - Michael Redgrave - Eddie Redmayne - Ralph Richardson - Geoffrey Rush - George C. Scott - Martin Sheen - Takashi Shimura - Frank Sinatra - Rod Steiger - James Stewart - Robin Williams - Nicol Williamson - Donald Wolfit |

## Actori cu mai multe premii BAFTA
5 premii
- Peter Finch (2 consecutive)

4 premii
- Daniel Day-Lewis

3 premii
- Marlon Brando  (3 consecutive)
- Anthony Hopkins
- Jack Lemmon (2 consecutive)

2 premii
- Dirk Bogarde
- Colin Firth
- Dustin Hoffman
- Burt Lancaster
- Marcello Mastroianni (consecutive)
- Jack Nicholson (consecutive)
- Rod Steiger